# Lars Thomsen
Lars Thomsen (født 27. april 1972 i Godthåb, Danmark) er en dansk tidligere professionel fodboldspiller, som spillede det meste af sin karriere i AaB i Superligaen, hvor han vandt 2 danske mesterskaber, før han blev fodboldinvalid. Udover sine kampe for AaB fik han 15 kampe for Aarhus Fremad i Danmarksserien i foråret 1994, mens han studerede på Aarhus Universitet.